# Rebeca Rocamora
Rebeca Rocamora Nadal (Granja de Rocamora, Alicante, 7 de septiembre de 1975-Granja de Rocamora, 26 de mayo de 1996) fue una joven española, que se encuentra en proceso de canonización por la Iglesia Católica.

## Biografía
Rebeca Rocamora nació en la localidad alicantina de Granja de Rocamora en 1975, en el seno de una familia cristiana, siendo la segunda de cuatro hermanas. En 1985, a la edad de diez años, sufrió una parálisis ocular. Tras un examen detallado en la clínica Puerta de Hierro (Madrid) le diagnosticaron un tumor en la glándula pituitaria, permaneciendo tres meses ingresada. Pero de repente se curó milagrosamente. En 1989 recibió el sacramento de la confirmación. Ella era catequista. En 1996 sufrió parálisis facial, y después de unas pruebas, le diagnosticaron un tumor.
Falleció a la edad de veinte años con fama de santidad. Su entierro fue multitudinario.

## Proceso de Canonización
El 10 de junio de 2008 el cardenal prefecto del Dicasterio para la Causa de los Santos comunicó a Rafael Palmero Ramos, Obispo de Orihuela-Alicante que la Santa Sede había autorizado el inicio de la Causa de Beatificación y Canonización de Rebeca, en su diócesis.
El 25 de octubre de 2008, monseñor Palmero, escribía un edicto en el que solicitaba la introducción de la Causa de Canonización de Rebeca Rocamora. El 14 de marzo de 2009 se procedía a la Apertura del Proceso de Canonización, constituyéndose un tribunal eclesiástico formado por: Rafael Palmero, obispo de la Diócesis; José Fuentes, juez delegado; José Luis Casanova, promotor de justicia; y José Damián Rocamora, notario. El postulador de la Causa fue monseñor Ildefonso Cases.
El 27 de mayo de 2012 concluyó la primera etapa del proceso de canonización, que había comenzado en 2009.
La Causa de Canonización de Rebeca está promovida por la Parroquia de San Pedro Apóstol, Plaza de la Iglesia s/n, de Granja de Rocamora (Alicante).
El periodista y documentalista José María Zavala dedicó su séptimo documental sobre santos contemporáneos a Rebeca. 'Un ángel llamado Rebeca' se estrenó en abril de 2024.

## Publicaciones
- Rocamora, Laura, La estela de una sonrisa, Editorial Ciudad Nueva, Madrid, 2011, 256 pp. ISBN: 9788497151375.[9]